# Todd Durham
Todd Durham (04 de julho de 1960) é um cineasta estadunidense, escritor de comédia, e romancista, conhecido como o criador da franquia Hotel Transylvania para a Columbia Pictures, que ele baseou em seu livro de mesmo nome. Ele se tornou o sexto único-criador de uma franquia de filme de animação, que gerou mais de US$1 bilhão de mercados teatrais e secundários depois de apenas uma sequência. As obras de Durham, incluindo mais de quarenta roteiros e livros, frequentemente combinam histórias de fantasia com comédia de caráter.

## Início da vida
Durham estudou comédia na USC com os irmãos Danny Simon, mentor de Woody Allen e Neil Simon.

## Carreira
Baseado em um filme de meia hora de 35mm que ele escreveu e dirigiu, um estúdio de cinema da Carolina do Norte assinou com Todd Durham um contrato de três longas-metragens. Durham, em seguida, escreveu e dirigiu o recurso de comédia de micro-orçamento sci-fi, Hyperspace (também conhecido como Gremloids), estrelado por Chris Elliott e Paula Poundstone. Mais tarde, James Cameron juntou-se com Elliott ao elenco de Abismo, parte do que foi filmado na mesma N. C. studio; Ray Bradbury iria se tornar um ocasional consultor nas próximas duas décadas. O filme ganhou culto e recebeu atenção da mídia mundial quando os fãs da Inglaterra formaram o Gremloids Party, colocando Lord Buckethead, um dos personagens de Durham no filme, contra Margaret Thatcher na sua campanha para a reeleição como Primeiro-Ministro.
Perseguido pela CAA, ICM e WMA, Durham assinou com Rick Jaffa, então agente da William Morris, e trabalhou como roteirista não credenciado em projetos de comédia em grandes estúdios. Ele escreveu roteiros para atores de comédia, diretores e produtores; para o filme da franquia National Lampoon; e para muitos Saturday Night Live. Durham fantasiou autobiografias de celebridades e escreveu seu primeiro romance, O Sr. Smith Goes To Hell e seu roteiro, do qual o Los Angeles Times citou trechos e descreveu como tendo “algumas das mais engraçadas representações de Hades” ao lado de Gary Larson em The Far Side.
Durante seus anos como médico de roteiro de estúdio, Durham criou a franquia de filmes do Hotel Transilvânia, para a qual ele esboçou em uma bíblia uma série de sete filmes de animação e seus personagens, bem como uma série de televisão, videogames, merchandising, cadeia de hotéis e Parque temático. Após a criação do livro de Hotel Transilvânia, ele pegou o pacote não solicitado para a Columbia Pictures e configurou ele na Sony Pictures Animation, onde se tornou o primeiro de vários roteiristas sobre o projeto. Em 2012, o primeiro filme Hotel Transilvânia, estrelado por Adam Sandler, Selena Gomez, Andy Samberg, Kevin James, Fran Drescher, Steve Buscemi, Molly Shannon, David Spadee Jon Lovitz, quebrou dois recordes de bilheteria, recebeu uma indicação ao Globo de Ouro e se tornou um dos estúdios de maior bilheteria de filmes de animação. Em um rascunho inicial, Durham criou um antigo personagem de vampiro para Mel Brooks, mas não havia lugar para o conde rabugento de 600 anos no primeiro filme, então ele apareceu como o pai de Drácula nas sequências. Com o lançamento em 2015 de Hotel Transilvânia 2, também estrelando Brooks, houve uma quebra no recordes de bilheteria em comparação com o primeiro filme e tornou-se maior abertura de um filme de Sandler. Com mercados teatrais (bilheteria mundial) e mercados secundários (mídia doméstica, cabo, merchandising, livros, videogames, séries de TV, parques temáticos, etc.), as receitas de franquia ultrapassaram dez dígitos.

## Prêmios e indicações
| Ano  | Premiação     | Categoria                | Trabalho           | Resultado | Ref.  |
| ---- | ------------- | ------------------------ | ------------------ | --------- | ----- |
| 2013 | Globo de Ouro | Melhor Filme de Animação | Hotel Transilvânia | Indicado  | [ 3 ] |